# Āgama
Āgama in sanscrito (devanagari अागम) significa "ciò che è stato tramandato", "tradizione". Il termine indica diversi gruppi di sacre scritture delle religioni indiane, in particolare induismo, buddismo e giainismo.

## Induismo
Il termine indica in particolare alcuni testi sacri delle dottrine śaiva, cioè quelle tradizioni religiose che considerano il Dio Śiva l'Essere supremo nonché Signore del mondo. Denominati anche Tantra, sono considerati esistere da sempre. Nella maggior parte dei casi sono scritti in versi e comprendono 4 parti che trattano della jñāna (conoscenza), del kriyā (rituale), del caryā (comportamento) e dello yoga.
Sono distinti in 28 Āgama fondamentali (Mūlāgama), di cui 10 promulgati, secondo la tradizione, da Śiva; 18 da Rudra; più altri 64 da Bhairava, altro aspetto di Śiva; cui si aggiungono poi 200 o più Āgama secondari (Upāgama) non meno autorevoli. Tra questi ultimi, uno dei più importanti è il Mṛgendrāgama. Il più antico degli Āgama è la Niḥśvāsatattva-saṃhitā, datato dagli studiosi intorno al V-VI secolo e.v.

## Buddismo
Il termine è usato nelle scuole del Buddismo dei Nikāya fiorite nell'India settentrionale per indicare le raccolte dei discorsi del Buddha Shakyamuni e corrispondono ai primi quattro nikaya del canone pāli della scuola Theravāda che fiorì invece soprattutto nell'India meridionale.
Successivamente gli agama furono inglobati nei canoni delle emergenti scuole del scuola Mahāyāna.
Attualmente alcuni agama del buddismo indiano settentrionale sono conservati nel Canone buddista cinese, in quanto portati in Cina da missionari buddisti o riportati in patria da pellegrini cinesi, e sono.
Dirghagama: 30 sutra (T.D. 1) proveniente dalla scuola Dharmaguptaka, corrisponde al Digha Nikaya del Canone pali.
Madhyamagama: 222 sutra (T.D. 26) proveniente dalla scuola Sarvāstivāda, corrisponde al Majjhima Nikaya del Canone pali.
Samyuktagama: 136 sutra (T.D. 99) proveniente dalla scuola Mulasarvastivada corrisponde al Samyutta Nikaya del Canone pali.
Samyuktagama: 364 sutra (T.D. 100) simile al precedente, corrisponde sempre al Samyutta Nikaya del Canone pali ma non ne si conosce l'origine.
Ekottaragama: 473 sutra (T.D. 125) forse proveniente dalla scuola Mahasanghika, corrisponde all'Anguttara Nikaya del Canone pali.
Originariamente scritti in varie lingue e dialetti dell'India, gli āgama buddisti furono tradotti in sanscrito durante il quarto concilio buddista in Kashmir, e quindi in cinese con il fiorire della scuola Mahāyāna in Estremo Oriente; le quattro classi di āgama sono perciò note anche con i nomi cinesi, rispettivamente: Cháng Ahánjīng (長阿含經T), Zhōng Ahánjīng (中阿含經T), Zá Ahánjīng (雜阿含經T), Zēngyī Ahánjīng  (增一阿含經T).

## Giainismo
Nell'ambito del giainismo il termine si riferisce agli antichi libri di testo scritti in pracrito, letti e studiati dai soli monaci ascetici (sadhu). Nei tempi antichi ne esistevano molti, ma attualmente esistono solo 45 āgama.